# Evelyne Tschopp
Pour les articles homonymes, voir Tschopp.
Evelyne Tschopp, née le 19 juin 1991 à Muttenz, est une judokate suisse.

## Carrière
Evelyne Tschopp est médaillée de bronze à l'Universiade d'été de 2015, aux Championnats d'Europe de judo 2017 et aux Championnats d'Europe de judo 2018 dans la catégorie des moins de 52 kg.
Elle est éliminée au deuxième tour des Jeux olympiques de 2016 par la Kosovare Majlinda Kelmendi.